# Lech Wałęsa

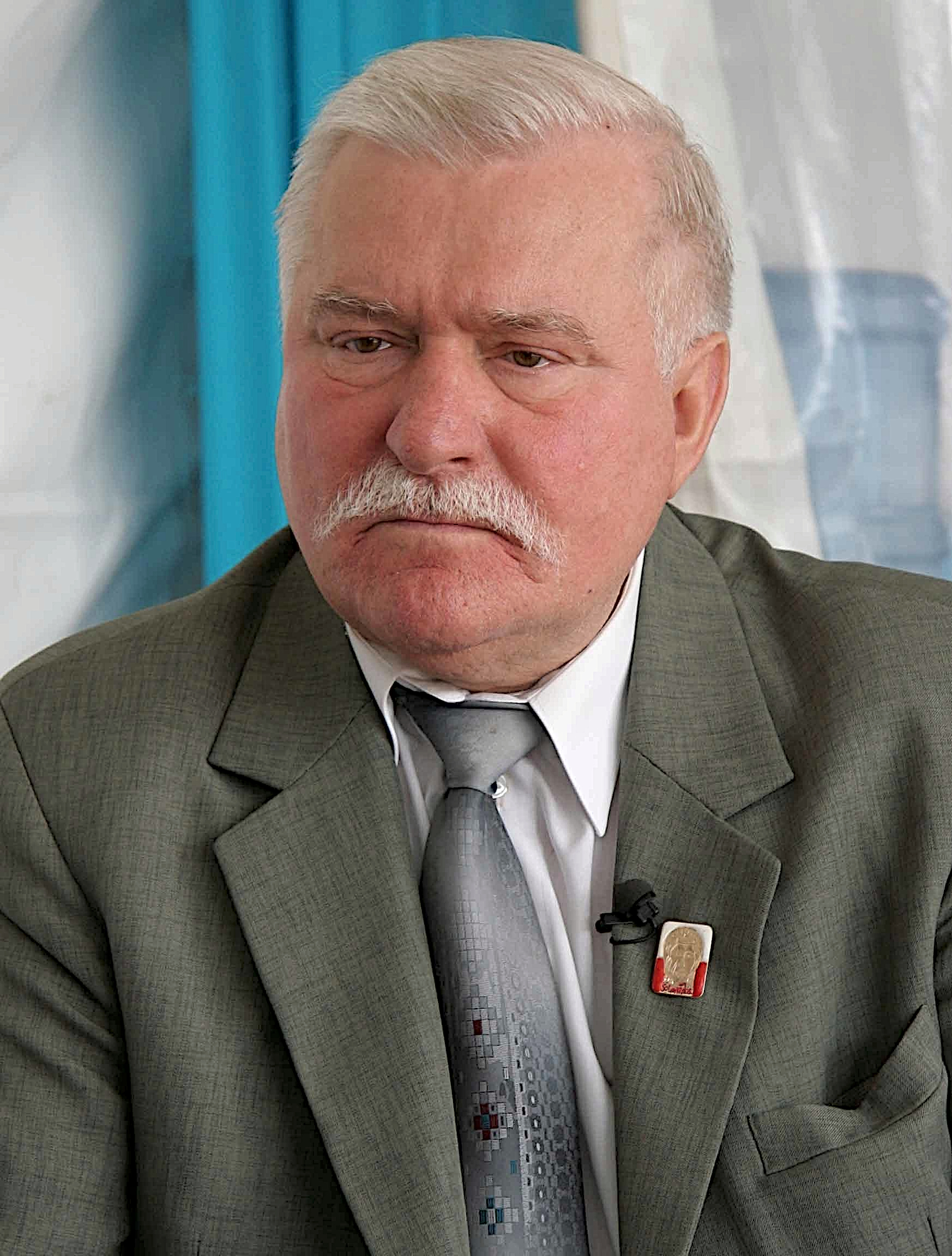
Lech Wałęsa, 2009

Lech Wałęsa (anhörenⓘ, [ˈlɛx vaˈwɛ̃sa]; * 29. September 1943 in Popowo) ist ein polnischer Politiker und Friedensnobelpreisträger. Von Beruf Elektriker, war er von 1980 bis 1990 Vorsitzender der Gewerkschaft Solidarność und von 1990 bis 1995 Staatspräsident Polens. Als Gewerkschafter organisierte er in den 1980er Jahren den politischen Wandel Polens von einem realsozialistischen zu einem demokratisch-marktwirtschaftlichen System der Dritten Polnischen Republik maßgeblich mit.

## Leben

### Jugend
Wałęsa wurde im damaligen Reichsgau Danzig-Westpreußen im deutsch besetzten Polen als Sohn eines Tischlers geboren. Sein Vater wurde von den Nationalsozialisten in ein Außenlager des KZ Stutthof gebracht, wo er 1945 verstarb. Wałęsa war zum Zeitpunkt des Todes seines Vaters ein Jahr alt und wuchs bei seiner Mutter auf, die später seinen Onkel heiratete. Er wurde römisch-katholisch erzogen. Nach der Grundschule besuchte er eine elektrotechnische Berufsschule in Lipno und galt als durchschnittlich begabt. Zwischen 1961 und 1966 arbeitete Wałęsa als Elektromechaniker. 1967 begann er als Elektriker auf der Lenin-Werft in Danzig zu arbeiten. 1969 heiratete er Danuta Gołoś. Das Paar bekam acht Kinder (darunter Jarosław Wałęsa).

### Opposition und Solidarność

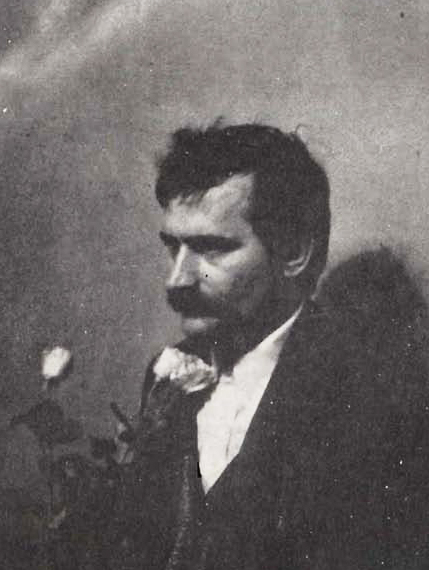
Lech Wałęsa, August 1980

1970 war Wałęsa Mitglied des illegalen Streikkomitees auf der Danziger Werft. Nach dem blutigen Ende des Streiks, bei dem über 80 Arbeiter von der damals Bürgermiliz genannten Polizei getötet wurden, wurde er verhaftet und wegen „anti-sozialen Verhaltens“ zu einem Jahr Haftstrafe verurteilt. 1976 verlor Wałęsa seine Arbeit, weil er Unterschriften für eine Petition zur Errichtung eines Denkmals für die 1970 gefallenen Werftarbeiter gesammelt hatte. Da er auf einer informellen schwarzen Liste stand, fand er nirgendwo Arbeit und lebte von Zuwendungen seiner Freunde.
1978 organisierte er zusammen mit Andrzej Gwiazda und Aleksander Hall die illegale Untergrundvereinigung „Freie Gewerkschaften Pommerns“ (polnisch Wolne Związki Zawodowe Wybrzeża). 1979 wurde er mehrfach wegen Betreibens einer „anti-staatlichen Organisation“ verhaftet, doch das Gericht sprach ihn frei. Er durfte das Gefängnis Anfang 1980 verlassen.

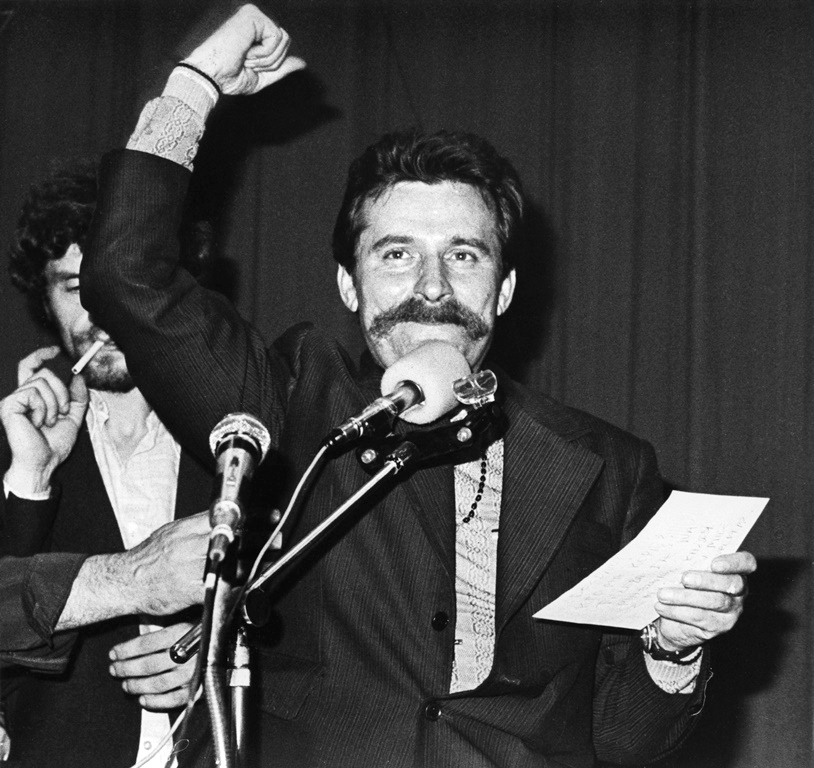
Wałęsa während des Streiks auf der Lenin-Werft im August 1980

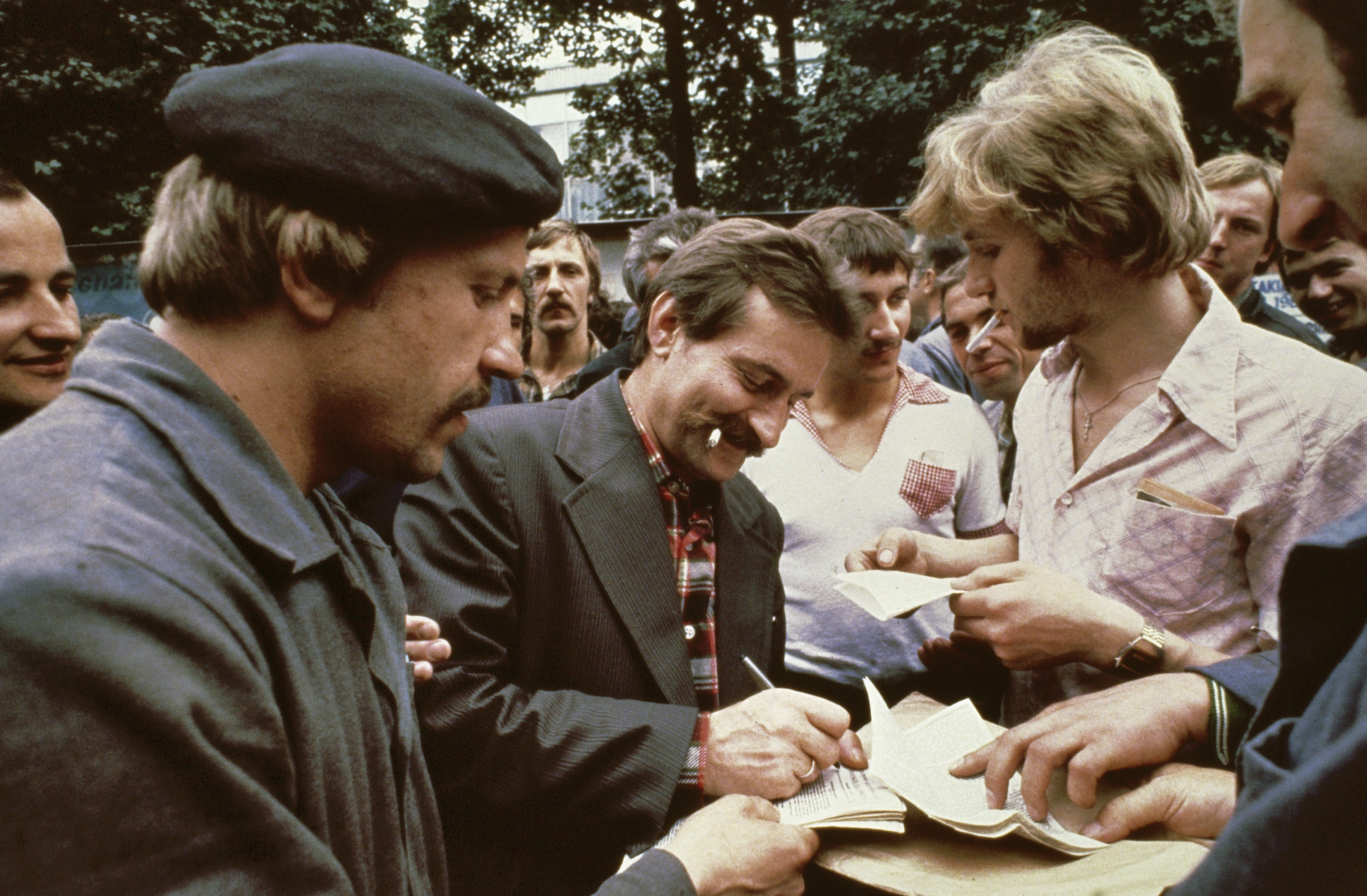
Lech Wałęsa beim Streik im August 1980

Nach dem Beginn des Streiks und der Besetzung der Danziger Werft erkletterte Wałęsa nach eigener Darstellung am 14. August 1980 die Werftmauer und wurde zum Streikführer. In ganz Polen folgten Arbeiter spontan dem Danziger Beispiel und legten aus Solidarität in ihren Betrieben ebenfalls die Arbeit nieder. Wałęsa erkämpfte einige Tage später eine Einigung mit der Werftleitung und erklärte den Streik für beendet. Anna Walentynowicz stoppte jedoch die Arbeiter, welche die Danziger Werft verlassen wollten, und überzeugte sie, ein überbetriebliches Streik-Koordinationskomitee (polnisch Międzyzakładowy Komitet Strajkowy) zu bilden, das den Generalstreik in Polen anleiten und unterstützen sollte.
Im September des gleichen Jahres unterzeichnete die kommunistische Regierung mit dem Streik-Koordinationskomitee eine Vereinbarung, die u. a. die systemunabhängige Gewerkschaft Solidarność legalisierte. Das Streik-Koordinationskomitee legalisierte sich als „Nationales Koordinationskomitee der Gewerkschaft Solidarität“ (polnisch Krajowa Komisja Porozumiewawcza) und Wałęsa wurde zum Vorsitzenden gewählt.
Er behielt dieses Amt bis Dezember 1981, als der Parteichef und Ministerpräsident Wojciech Jaruzelski das Kriegsrecht verkündete. Wałęsa wurde daraufhin bis zum 14. November 1982 im südöstlichen Polen, nahe der Grenze zur Sowjetunion, interniert. Das US-amerikanische Magazin Time kürte ihn zum Mann des Jahres. Die schwedische Zeitung Dagens Nyheter und die dänische Zeitung Politiken widmeten Wałęsa ihren mit 50.000 Schwedischen Kronen dotierten Freiheitspreis des Jahres 1982 für seinen Kampf um das Recht, in Freiheit und Wahrheit zu leben.
1983 beantragte er, als Elektriker auf die Danziger Werft zurückkehren zu dürfen. Während er offiziell als „einfacher Arbeiter“ behandelt wurde, stand er tatsächlich bis 1987 unter Hausarrest.
Bevor Wałęsa den Friedensnobelpreis erhielt, wurde er im Juni 1983 mit dem Shalom-Preis der deutschen Menschenrechtsorganisation „Arbeitskreis für Gerechtigkeit und Frieden“ ausgezeichnet.
1983 wurde Wałęsa der Friedensnobelpreis verliehen. Weil er fürchtete, bei einer persönlichen Entgegennahme des Preises nicht wieder ins Land gelassen zu werden, nahm seine Ehefrau mit dem damals 13-jährigen Sohn Bogdan den Preis in Oslo entgegen. Das Preisgeld in Höhe von 1,5 Mio. Schwedischen Kronen stiftete Wałęsa der Polnischen Bischofskonferenz für einen Fonds zur Förderung der privaten Landwirtschaft in Polen.
1987 gründete Wałęsa das illegale „Nationale Exekutivkomitee der Gewerkschaft Solidarność“ (polnisch Krajowa Komisja Wykonawcza NSZZ „Solidarność“). 1988 organisierte er erneut einen Besetzungsstreik auf der Danziger Schiffswerft und verlangte die Legalisierung der Gewerkschaft. Betriebe in ganz Polen folgten dem Danziger Vorbild. Das Land wurde von mehreren Streikwellen überrollt. Im Fernsehen diskutierte Wałęsa live am 30. November 1988 mit dem Vorsitzenden des staatlichen Gewerkschaftsbundes OPZZ, Alfred Miodowicz, und siegte mit Witz und Schlagfertigkeit. Dieser landesweit beachtete Erfolg ebnete den Weg zu den Gesprächen am Runden Tisch.

### Seit 1989
Nach mehreren Gesprächen zwischen dem kommunistischen Innenminister General Czesław Kiszczak und Wałęsa stimmte die Regierung dem „Runden Tisch“ zu. Er trat am 6. Februar 1989 in Warschau erstmals zusammen. Wałęsa fungierte als Wortführer der „Nicht-Regierungsseite“. Während der Gespräche unterzeichnete die Regierung eine Vereinbarung zur Wiederzulassung der Gewerkschaft Solidarność und zur Vorbereitung „halb-freier“ Wahlen zum polnischen Parlament.
1989 gründete Wałęsa das „Bürgerkomitee des Vorsitzenden der Gewerkschaft Solidarność“ (polnisch Komitet Obywatelski przy Przewodniczącym NSZZ „Solidarność“ Lechu Wałęsie). Formal handelte es sich dabei um ein Beratungsgremium, aber tatsächlich war es eine Art politische Partei, die am 4. Juni 1989 die Parlamentswahl gewann. Die Opposition errang dabei alle 161 Sitze im Sejm, die durch freie Wahlen bestimmt wurden. Da nach den Vereinbarungen am Runden Tisch allerdings 65 % der Sejm-Mandate automatisch an die PZPR und ihre Verbündeten gingen, bedeutete der Wahlsieg im Endeffekt trotzdem nur 35 % der Mandate. Dieses Ungleichgewicht endete erst mit den folgenden, endgültig freien Wahlen von 1991. Im neu gegründeten Senat, wo keine solche Regelung griff, erhielt die Opposition schon 1989 alle bis auf einen Sitz (99 von 100).
Wałęsa übernahm nun eine Schlüsselrolle in der polnischen Politik. Als die PZPR trotz ihrer Abstrafung durch die Wähler darauf beharrte, den Regierungschef zu stellen und für dieses Amt Innenminister Kiszczak nominierte, lehnte Wałęsa ab. Er beauftragte die beiden Juristen Jarosław und Lech Kaczyński, damals seine engsten Mitarbeiter, hinter den Kulissen mit den Vorsitzenden der polnischen Blockparteien über die Bildung einer nicht-kommunistischen Koalitionsregierung zu verhandeln. Die Führung der PZPR begriff nun, dass sie die Solidarność nicht länger an der Übernahme der Regierung hindern konnte und willigte ein, Juniorpartner in einer von dieser geführten Allparteienkoalition zu werden. In Gegenwart Wałęsas wählte das Parlament den katholischen Publizisten Tadeusz Mazowiecki mit 378 von 423 abgegebenen Stimmen zum Ministerpräsidenten Polens.
Nach der Neuorganisation der PVAP als Sozialdemokratie der Republik Polen Ende Januar 1990 sah Wałęsa die Grundlage für die Kompromisse des „Runden Tisches“ nicht mehr gegeben und forderte Neuwahlen, da ja 65 % der Sejm-Abgeordneten nicht durch freie Wahlen legitimiert waren. Auch verlangte er den Rücktritt des Staatspräsidenten Jaruzelski, da dieser sich ebenfalls nicht auf ein demokratisches Votum stützen konnte. Doch Mazowiecki und seine Berater, darunter der Journalist Adam Michnik, fürchteten um die innenpolitische Stabilität, die in ihren Augen die Einbindung der früheren Kommunisten garantierte. Wałęsa erklärte ihnen daraufhin den „Krieg an der Spitze“. Er argumentierte, dass die Bevölkerung das harte Reformprogramm von der Plan- zur Marktwirtschaft nicht akzeptieren werde, wenn die politische Führung nicht vollständig demokratisch legitimiert sei.
Im Frühjahr 1990, angesichts der sich abzeichnenden deutschen Einheit, äußerte Wałęsa in einem Interview des niederländischen Magazins Elsevier, dass Deutschland, wenn es nochmals Europa destabilisieren würde, „von der Landkarte gestrichen werden“ müsse. Wałęsa stellte allerdings klar, dass diese Äußerung „aus dem Zusammenhang“ gerissen worden sei. Vielmehr habe er ausdrücken wollen, dass die Deutschen „politisch reif geworden“ seien, sie wüssten um die „Unmöglichkeit politischer und militärischer Abenteuer“.

### Staatspräsident

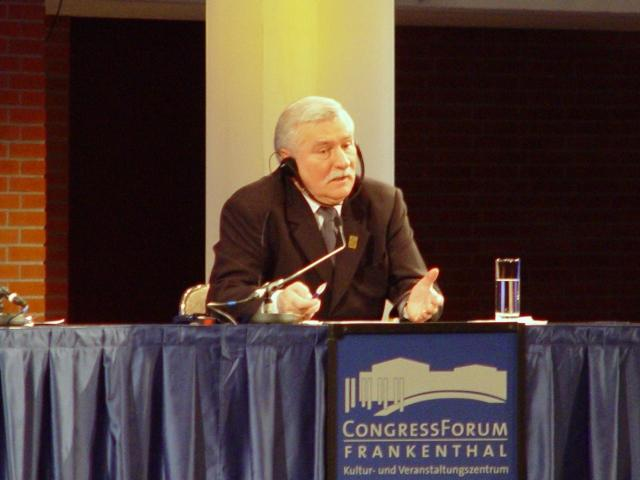
Lech Wałęsa bei einer Diskussion im Congressforum Frankenthal

Am 9. Dezember 1990 gewann Wałęsa die Präsidentschaftswahlen und wurde für fünf Jahre Präsident Polens. Der Stil seiner Präsidentschaft wurde von den meisten politischen Parteien kritisiert. Ende 1995 hatte er viel von der anfänglichen Unterstützung der Bevölkerung verloren. Polen wurde aber während seiner Präsidentschaft zu einem marktwirtschaftlichen Land.

### Nach der Präsidentschaft

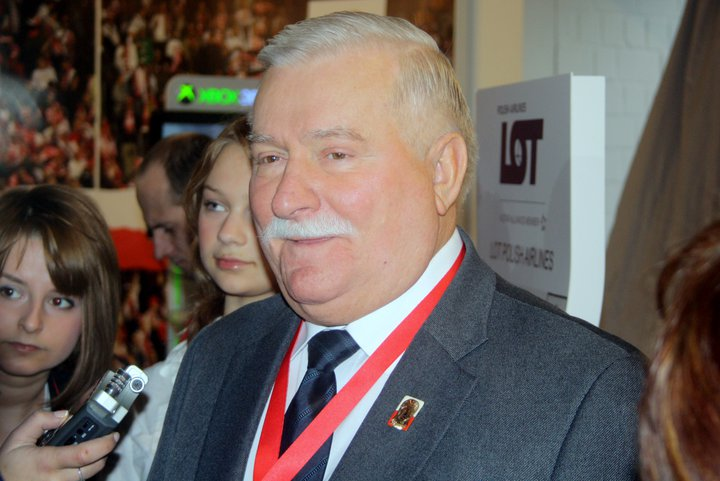
Lech Wałęsa auf der ITB Berlin 2011

Bei den Präsidentschaftswahlen 1995 unterlag Wałęsa knapp dem ehemaligen Kommunisten Aleksander Kwaśniewski. Danach erklärte er, er werde sich politisch zurückziehen. Doch er blieb aktiv und versuchte, eine eigene politische Partei zu gründen. 1997 organisierte und unterstützte er die neue Allianz, die Wahlaktion Solidarität (polnisch Akcja Wyborcza Solidarność), die bei der Parlamentswahl stärkste Kraft wurde. Seine Unterstützung spielte dabei jedoch keine wesentliche Rolle; in der Partei bekleidete er nur eine unbedeutende Position. Hauptorganisator und Wortführer der Allianz war der neue Chef der Gewerkschaft Solidarność, Marian Krzaklewski.
Wałęsa trat zur Präsidentschaftswahl am 8. Oktober 2000 an, erhielt jedoch nur 1,01 % der Stimmen. Danach erklärte er zum zweiten Mal, er werde sich politisch zurückziehen. Später hielt er an ausländischen Hochschulen Vorlesungen zur Geschichte und Politik Mitteleuropas und nahm an Podiumsdiskussionen zu diesem Thema teil.
Am 10. Mai 2004 wurde der internationale Flughafen Danzig-Dreistadt offiziell in Lech-Wałęsa-Flughafen Danzig umbenannt, um an den prominenten Danziger Bürger zu erinnern. Seine Unterschrift wurde in das Flughafen-Logo aufgenommen.
Zum 1. Januar 2006 trat Wałęsa aus der Solidarność aus, da er die Zusammenarbeit mit der Partei Recht und Gerechtigkeit ablehnte. Bereits im August 2005 soll er gesagt haben: „Das ist nicht mehr meine Gewerkschaft. Eine andere Epoche, andere Leute, andere Probleme“. Er sei eher ein „Revolutionär“.
Ende 2007 wurde er in den Rat der Weisen zur Zukunft Europas aufgenommen.
Im März 2009 drohte Wałęsa damit, ins Exil zu gehen, da ihm erneut eine frühere Zusammenarbeit mit dem Staatssicherheitsdienst der polnischen Kommunisten vorgeworfen wurde.
2009 nahm Wałęsa als Gastredner in der Wahlkampagne zum Europaparlament teil. Er trat sowohl auf dem Kongress der proeuropäischen EVP in Warschau als auch bei der europaskeptischen Libertas in Rom und Madrid auf, was seine Kritiker veranlasste, an seine Äußerung „Jestem za, a nawet przeciw“ (deutsch: „Ich bin dafür und sogar dagegen.“) zu erinnern.
Am 1. März 2013 erklärte Wałęsa in einem Fernsehinterview im Zusammenhang mit der diskutierten Einführung eingetragener Partnerschaften, dass homosexuelle Sejm-Abgeordnete in der hinteren Reihe bzw. „hinter einer Mauer“ sitzen sollten. Er erklärte seine Aussage damit, dass Demokratie von Mehrheiten getragen würde und Homosexuelle, da sie eine Minderheit darstellten, sich der Mehrheitsmeinung unterwerfen sollten. Ferner schlug er vor, die Kundgebungsrechte Homosexueller zu beschränken, was von Journalisten,  Politikern und Historikern im In- und Ausland als gruppenbezogene Menschenfeindlichkeit eingestuft wurde. Sein Sohn, der Europa-Abgeordnete Jarosław Wałęsa, zeigte sich entsetzt über die Wortwahl seines Vaters. Lech Wałęsa lehnte eine Entschuldigung ab und äußerte, er entspreche in Polen der Meinung der Mehrheit und eingetragene Partnerschaften seien „kein durch Gott geschaffenes Modell“.
Wałęsa wendete sich am 22. Juli 2017 während einer Großkundgebung in Danzig gegen die von der PiS betriebene Justizreform und betonte dabei die besondere Bedeutung der Gewaltenteilung für die Demokratie.
Wałęsa und etwa dreißig weitere Unterzeichner, fast alle ehemalige politische Häftlinge in der Volksrepublik Polen, veröffentlichten am 4. März 2025 auf Facebook einen offenen Brief. Sie äußerten „Bestürzung und Abscheu“ dafür, wie US-Präsident Trump und US-Vizepräsident JD Vance den Staatspräsidenten der Ukraine Selenskyj bei seinem Besuch im Oval Office attackiert und gedemütigt hatten. Die Gesprächsführung von Trump und Vance erinnere an die Verhörtechniken kommunistischer Geheimdienste und Schauprozesse. Sie würdigten außerdem den Widerstandskampf der Ukraine gegen den russischen Angriffskrieg und forderten zu dessen Unterstützung auf.

### Kontroversen um Zusammenarbeit mit dem polnischen Geheimdienst
In seiner 1987 nur im westlichen Ausland erschienenen Autobiographie Ein Weg der Hoffnung räumte Wałęsa ein, dass es erzwungene Kontakte mit dem kommunistisch kontrollierten Geheimdienst SB gab, der ihn im Dezember 1970 vorübergehend inhaftiert hatte. Dazu schrieb Walesa: „...und es ist wahr, dass ich aus dieser Auseinandersetzung nicht mit reiner Weste hervorgegangen bin“. Er erklärte diese Aussage gleichzeitig damit, dass es elf Jahre später im Kriegszustand 1981–1982, üblich war „Zusammenarbeitsverträge“ mit dem SB zu unterzeichnen. „Loyalitätswisch“ nannte man diese erzwungenen Verträge die jeder bei der Freilassung unterschreiben musste.
Unter Berufung auf einen (später als verfassungswidrig eingestuften) Beschluss des Sejms überreichte Innenminister Antoni Macierewicz am 4. Juni 1992 dem Ältestenrat des Sejms eine Liste mit den Namen von 64 angeblichen früheren Mitarbeitern und Informanten der Geheimdienste UB und SB, die damals Abgeordnete oder hohe Staatsbeamte waren. Auf der Liste, die der Presse zugespielt wurde, stand auch Wałęsa, sein Deckname habe „Bolek“ gelautet. Noch in derselben Nacht wurde mit deutlicher Mehrheit ein Misstrauensvotum gegen die nationalkonservative Regierung unter Jan Olszewski verabschiedet. Wałęsa gab wenig später zu, dass er in SB-Haft mehrere Dokumente unterschrieben habe, um wieder frei zu kommen, doch bestritt er, Bolek gewesen zu sein und seine Kollegen auf der Lenin-Werft bespitzelt zu haben. Kurz darauf ließ er sich seine SB-Akte zukommen. Bei einer späteren Überprüfung wurde festgestellt, dass einige der durchnummerierten Seiten aus dem gebundenen Konvolut herausgerissen worden waren. Historiker beschuldigten Wałęsa, er persönlich habe ihn kompromittierende Dokumente vernichtet.
Als Wałęsa 2000 erneut bei den Präsidentenwahlen antrat, musste er wie alle anderen Kandidaten eine Erklärung über eine frühere Mitarbeit mit Geheimdiensten der Volksrepublik Polen abgeben. Er verneinte dies. Das Berufsgericht in Warschau, das die Erklärungen zu überprüfen hatte, bescheinigte ihm, korrekte Angaben gemacht zu haben.
2008 erklärte Staatspräsident Lech Kaczyński, dass Wałęsa nach Aktenlage sehr wohl Informant des SB gewesen sei. Im selben Jahr gab das Institut für Nationales Gedenken (IPN) ein Buch mit dem Titel „Der SB und Wałęsa. Ein biografischer Beitrag“ heraus. Es enthielt 130 Seiten an Dokumenten über Wałęsas Kontakte zu SB-Offizieren, die auf weiteren 600 Seiten kommentiert wurden. Ein früherer SB-Hauptmann erklärte allerdings, Wałęsa habe sich keineswegs als Mitarbeiter anwerben lassen, auch habe er nie Geld angenommen. 2011 teilte das IPN mit, dass der SB auf Anweisung von Innenminister Czesław Kiszczak in der ersten Hälfte der 1980er-Jahre Dokumente fabriziert habe, um Wałęsa als Spitzel zu diskreditieren.
Im Februar 2016 gab das IPN bekannt, dass die Witwe Kiszczaks beim Leiter des IPN in Warschau vorstellig geworden sei, um ihm Geheimdienstakten, die ihr verstorbener Mann zu Hause gehortet hatte, für 90.000 Złoty zu verkaufen. Die staatsanwaltschaftliche Abteilung des IPN beschlagnahmte jedoch die Dokumentensammlung. Darunter befand sich auch ein Aktenkonvolut über den SB-Agenten Bolek aus den Jahren 1970 bis 1976. Das IPN präsentierte einen Teil der beschlagnahmten Dokumente der Presse, mehrere Berichte und Quittungen über empfangene Geldsummen wurden mit „Lech Wałęsa – Bolek“ unterzeichnet. Wałęsa indes sprach von Fälschungen.
Am 31. Januar 2017 wurde ein graphologisches Gutachten des IPN veröffentlicht. Darin wird dokumentiert, dass es sich bei Bolek tatsächlich um Lech Wałęsa gehandelt habe. Historiker betonen jedoch, dass Wałęsa eher nicht aus ideologischen Gründen gehandelt habe, sondern der Zusammenarbeit unter Zwang zugestimmt hatte, um einer Verhaftung und weiteren Repressalien zu entgehen.

## Orden und Ehrungen

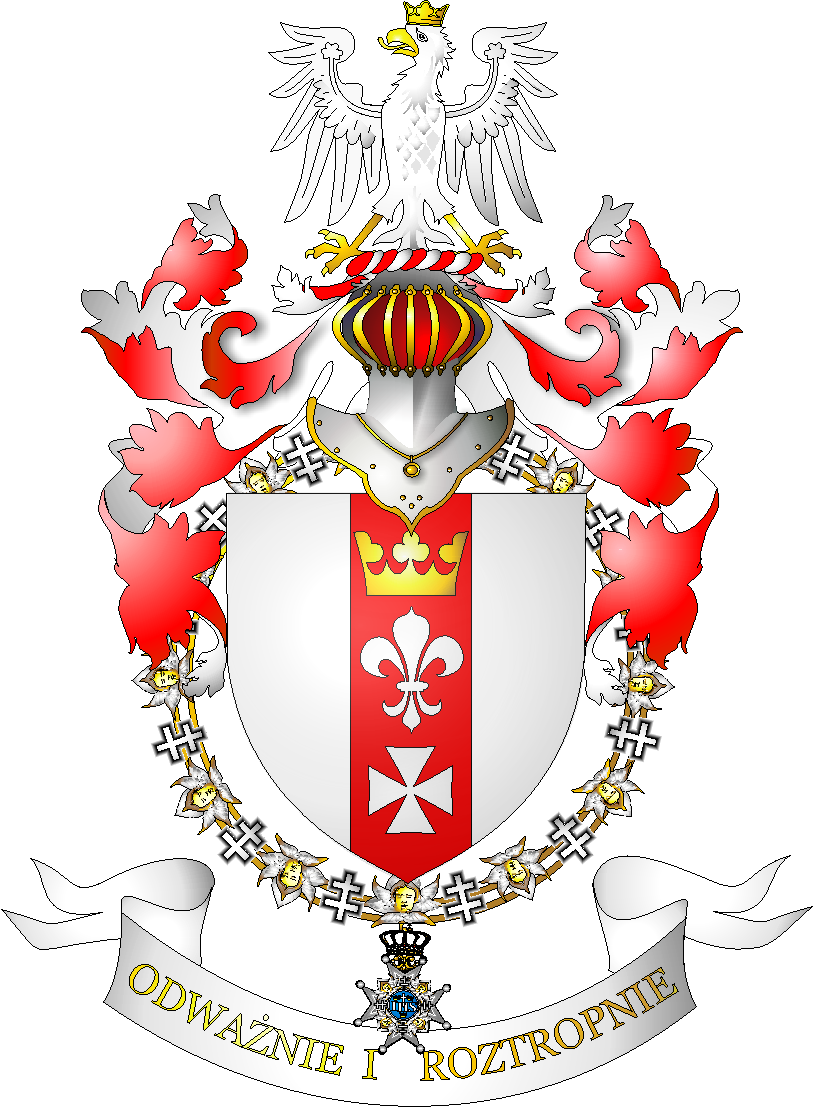
Lech Wałęsas Wappen im Königlichen Seraphinenorden

Neben dem Friedensnobelpreis 1983, dem Shalom-Preis 1983 und dem Pacem in Terris Award 2001 wurden Wałęsa viele staatliche und private Auszeichnungen verliehen. Die höchsten Orden sind der Knight of the Grand Cross of the Order of the Bath und das Großkreuz der Ehrenlegion, aber auch die skandinavischen Sankt-Olav-, Elephanten- und Seraphinen-Orden. 1989 erhielt Wałęsa die Freiheitsmedaille (The Presidential Medal of Freedom), die höchste zivile Auszeichnung in den USA.
Am 25. Juni 1994 wurde Wałęsa von Bundespräsident Richard von Weizsäcker mit der Sonderstufe des Großkreuzes des Verdienstordens der Bundesrepublik Deutschland als damaliger Staatspräsident von Polen ausgezeichnet.
1999 erhielt er das Großkreuz des tschechischen Ordens des Weißen Löwen.
Er erhielt zudem Ehrendoktortitel von 32 US-amerikanischen und europäischen Hochschulen. Am 20. April 2009 wurde Wałęsa Ehrenbürger von Stettin, 2011 von Elbląg.
Am 9. Juni 2009 erhielt Wałęsa die Ernst-Reuter-Plakette im Berliner Rathaus und 2010 in Dili die Collane des Ordem de Timor-Leste.
2011 wurde er mit dem Europäischen St.-Ulrichs-Preis ausgezeichnet. Ein Jahr später erhielt er in Berlin den Medienpreis Goldene Henne als Ehrenpreis der Jury in der Kategorie Politik. 2013 wurde ihm der Point-Alpha-Preis verliehen.

## Wałęsas Ergebnisse bei Präsidentschaftswahlen
- 1990: 74,25 % (zweiter Wahlgang)[36]
- 1995: 48,28 % (zweiter Wahlgang)[37]
- 2000: 01,01 % (erster Wahlgang)[38]

## Schriften
- Ein Weg der Hoffnung: Autobiographie. Zsolnay, Wien 1987, ISBN 3-552-03922-8.
- Droga nadziei. Wydawn. Znak, Kraków 1990, ISBN 83-7006-142-7.
- Droga do wolności: 1985–1990 decydujące lata. Ed. Spotkania, Warszawa 1991, ISBN 83-85195-03-3.

## Biografische Verfilmungen
- 2013: Wałęsa. Der Mann aus Hoffnung (Regisseur: Andrzej Wajda), Polen
- 2016: Lech Wałęsa, ein Porträt. Regie: Andrzej Fidyk, Frankreich / Polen, ARTE, TVP
- 2021: Der General und der Elektriker - Machtkampf in Polen. Regie: Holger Preusse, Deutschland, ARTE